# Květa Jeriová
Květoslava „Květa” Jeriová, po mężu Pecková (ur. 10 października 1956 w miejscowości Zálesní Lhota) – czeska biegaczka narciarska reprezentująca Czechosłowację, trzykrotna medalistka olimpijska oraz brązowa medalistka mistrzostw świata.

## Kariera
Igrzyska olimpijskie w Lake Placid w 1980 r. były jej olimpijskim debiutem. Zdobyła tam brązowy medal w biegu na 5 km techniką klasyczną. Przegrała jedynie ze zwyciężczynią Raisą Smietaniną z ZSRR oraz drugą na mecie Hilkką Riihivuori z Finlandii. Zajęła ponadto czwarte miejsce w sztafecie oraz 9. miejsce w biegu na 10 km. Jeszcze lepsze wyniki osiągnęła podczas igrzysk olimpijskich w Sarajewie w 1984 r. Ponownie zdobyła brązowy medal w biegu na 5 km techniką klasyczną. Tym razem wyprzedziły ją kolejno Finka Marja-Liisa Hämäläinen oraz Norweżka Berit Aunli. Ponadto wspólnie z Dagmar Švubovą, Blanką Paulů i Gabrielą Svobodovą wywalczyła srebrny medal w sztafecie 4 × 5 km. Na kolejnych igrzyskach już nie startowała.
Startowała także na mistrzostwach świata w Oslo w 1982. Zdobyła tam brązowy medal w biegu na 10 km techniką dowolną ulegając jedynie Aunli i Riihivuori. Na tych samych mistrzostwach zajęła także 5. miejsce w biegu na 5 km techniką dowolną oraz 5. miejsce w sztafecie.
W sezonach 1981/1982 i 1982/1983 zajmowała trzecie miejsce w klasyfikacji generalnej Pucharu Świata. Była także trzecia w nieoficjalnej klasyfikacji generalnej sezonu 1980/1981.
9 stycznia 1982 zajęła pierwsze miejsce w biegu na 10 km rozgrywanym w Klingenthal. Tym samym wygrała pierwszy oficjalny konkurs Pucharu Świata w historii. W 1984 roku wybrana na najlepszego sportowca Czechosłowacji, a w latach 1980, 1981, 1982 i 1984 wybrana najlepszą narciarką w Czechach. Jeriová była najbardziej utytułowaną zawodniczką z Czechosłowacji, aż do startów Kateřiny Neumannovej.
W 1984 r. zakończyła karierę sportową. W tym samym roku jej mężem został Zdeněk Pecka, czechosłowacki wioślarz, medalista olimpijski.

## Osiągnięcia

### Igrzyska olimpijskie
| Miejsce | Dzień     | Rok  | Miejscowość | Konkurencja             | Czas biegu | Strata   | Zwyciężczyni           |
| ------- | --------- | ---- | ----------- | ----------------------- | ---------- | -------- | ---------------------- |
| 3.      | 15 lutego | 1980 | Lake Placid | 5 km stylem klasycznym  | 15:06,92   | +16,52   | Raisa Smietanina       |
| 9.      | 18 lutego | 1980 | Lake Placid | 10 km stylem klasycznym | 30:31,54   | +58,01   | Barbara Petzold        |
| 4.      | 21 lutego | 1980 | Lake Placid | Sztafeta 4 × 5 km       | 1:02:11,10 | +2:20,29 | NRD                    |
| 10.     | 9 lutego  | 1984 | Sarajewo    | 10 km stylem klasycznym | 31:44,2    | +1:14,5  | Marja-Liisa Hämäläinen |
| 3.      | 12 lutego | 1984 | Sarajewo    | 5 km stylem klasycznym  | 17:04,0    | +14,3    | Marja-Liisa Hämäläinen |
| 2.      | 15 lutego | 1984 | Sarajewo    | Sztafeta 4 × 5 km       | 1:06:49,7  | +45,0    | Norwegia               |
| 12.     | 18 lutego | 1984 | Sarajewo    | 20 km stylem klasycznym | 1:01:45,0  | +3:11,2  | Marja-Liisa Hämäläinen |

### Mistrzostwa świata
| Miejsce | Dzień     | Rok  | Miejscowość | Konkurencja           | Czas biegu | Strata  | Zwyciężczyni |
| ------- | --------- | ---- | ----------- | --------------------- | ---------- | ------- | ------------ |
| 3.      | 19 lutego | 1982 | Oslo        | 10 km stylem dowolnym | 29:25,9    | +49,9   | Berit Aunli  |
| 5.      | 21 lutego | 1982 | Oslo        | 5 km stylem dowolnym  | 14:30,2    | +23,1   | Berit Aunli  |
| 5.      | 24 lutego | 1982 | Oslo        | Sztafeta 4 × 5 km     | 1:02:15,9  | +1:19,0 | Norwegia     |

### Puchar Świata
W sezonach 1973/1974 - 1980/1981 Puchar Świata rozgrywany był nieoficjalnie.

#### Miejsca w klasyfikacji generalnej
- sezon 1980/1981: 3.
- sezon 1981/1982: 3.
- sezon 1982/1983: 3.
- sezon 1983/1984: 4.

#### Zwycięstwa w zawodach
| Nr | Dzień       | Rok  | Miejscowość               | Konkurencja             | Czas biegu |
| -- | ----------- | ---- | ------------------------- | ----------------------- | ---------- |
| 1. | 11 marca    | 1981 | Oslo                      | 5 km stylem klasycznym  | ?          |
| 2. | 9 stycznia  | 1982 | Klingenthal               | 10 km stylem klasycznym | ?          |
| 3. | 15 stycznia | 1982 | La Bresse                 | 5 km stylem klasycznym  | ?          |
| 4. | 22 stycznia | 1982 | Furtwangen im Schwarzwald | 5 km stylem klasycznym  | ?          |
| 5. | 12 grudnia  | 1982 | Val di Sole               | 5 km stylem klasycznym  | ?          |
| 6. | 19 lutego   | 1983 | Kawgołowo                 | 20 km stylem klasycznym | ?          |
| 7. | 25 lutego   | 1982 | Falun                     | 10 km stylem klasycznym | ?          |
| 8. | 9 grudnia   | 1983 | Reit im Winkl             | 5 km stylem klasycznym  | ?          |
| 9. | 17 marca    | 1984 | Štrbské Pleso             | 5 km stylem klasycznym  | ?          |

#### Miejsca na podium
| Nr  | Dzień       | Rok  | Miejscowość               | Konkurencja             | Czas biegu | Miejsce | Strata | Zwyciężczyni           |
| --- | ----------- | ---- | ------------------------- | ----------------------- | ---------- | ------- | ------ | ---------------------- |
| 1.  | 24 stycznia | 1981 | La Bresse                 | 5 km                    | ?          | 3.      | ?      | Raisa Smietanina       |
| 2.  | 7 marca     | 1981 | Falun                     | 5 km                    | ?          | 2.      | ?      | Raisa Smietanina       |
| 3.  | 11 marca    | 1981 | Oslo                      | 5 km stylem klasycznym  | ?          | 1.      | ?      | -                      |
| 4.  | 21 marca    | 1981 | Whitehorse                | 10 km                   | ?          | 3.      | ?      | Berit Aunli            |
| 5.  | 9 stycznia  | 1982 | Klingenthal               | 10 km stylem klasycznym | ?          | 1.      | ?      | -                      |
| 6.  | 15 stycznia | 1982 | La Bresse                 | 5 km stylem klasycznym  | ?          | 1.      | ?      | -                      |
| 7.  | 22 stycznia | 1982 | Furtwangen im Schwarzwald | 5 km stylem klasycznym  | ?          | 1.      | ?      | -                      |
| 8.  | 19 lutego   | 1982 | Oslo                      | 10 km stylem dowolnym   | 29:25,9    | 3.      | +49,9  | Berit Aunli            |
| 9.  | 12 grudnia  | 1982 | Val di Sole               | 5 km stylem klasycznym  | ?          | 1.      | ?      | -                      |
| 10. | 19 lutego   | 1983 | Kawgołowo                 | 20 km stylem klasycznym | ?          | 1.      | ?      | -                      |
| 11. | 25 lutego   | 1983 | Falun                     | 10 km stylem klasycznym | ?          | 1.      | ?      | -                      |
| 12. | 9 grudnia   | 1983 | Reit im Winkl             | 5 km stylem klasycznym  | ?          | 1.      | ?      | -                      |
| 13. | 12 lutego   | 1984 | Sarajewo                  | 5 km stylem dowolnym    | 17:18,3    | 3.      | +14,3  | Marja-Liisa Hämäläinen |
| 14. | 17 marca    | 1984 | Štrbské Pleso             | 5 km stylem klasycznym  | ?          | 1.      | ?      | -                      |